# Youri Jarki
Youri Jarkikh (Jarki) (lat.: Zharkikh; russ.: Жарких Юрий Александрович), geb. 16. Juli 1938 in Tichorezk, Region Krasnodar, ist ein französisch-russischer Maler und bildender Künstler der Avantgarde.

## Leben
Von 1958 bis 1961 besuchte Youri Jarkikh in Leningrad die Seefahrtsschule und von 1961-1967 die Leningrader Hochschule für Kunst und Industrie „Wera Muchina“.
Er war Mitorganisator der Bewegung für die unabhängige Kunst in der Sowjetunion. Youri Jarkikh trat in der Kulturgeschichte Leningrads (St.-Petersburg) als Organisator und Mitglied des Organisationskomitees der unabhängigen Gesellschaft für experimentelle Ausstellungen auf.
1974 organisierte Youri Jarkikh zusammen mit O. Rabin, E. Ruchin, A. Gleser und anderen nonkonformistischen Künstlern, die Bulldozer Exhibition (russisch: Бульдозерная выставка) in Moskau. 1974 und 1975 war Youri Jarkikh einer der Initiatoren der Ausstellungen der inoffiziellen Kunst in Leningrad, im Haus der Kultur Gaza und im Haus der Kultur „Newskij“.
Für seine Tätigkeit wurde Youri Jarkikh vom KGB verfolgt, seine Gesundheit durch Anwendung von Iprite (Gift) schwer beeinträchtigt. 1977 emigrierte er nach Deutschland und 1978 weiter nach Frankreich, wo er politisches Asyl erhielt.
1984 gründete Jarki die Künstlervereinigung „Eidos“. Von 1987 bis 1988 stellte er in Paris, im Palais des Congrès, zusammen mit 14 anderen zeitgenössischen französischen Künstlern, aus. 1990 wurde er zum „Premier Peintre de Paris“ gewählt.
2008, nach der Ausstellung Dichter Alphabet in Sankt Petersburg, nahm er wieder die russische Staatsangehörigkeit an, die ihm von der Regierung angeboten wurde. Bis heute lebt und arbeitet Youri Jarkikh in Frankreich.